# Greatest Hits, Vol. 2 (album Marvina Gayea)
Greatest Hits, Vol. 2 album je s najvećim hitovima od američkog soul glazbenika Marvina Gayea, koji izlazi 1967. godine.
Materijal na albumu usmjeren je prema na Gayeve najveće hitove iz vremena 1964. do 1966., uključujući i njegove velike uspješnice "How Sweet It Is (To Be Loved By You)" i "Ain't That Peculiar".

## Popis pjesama
1. "Try It Baby" (Gordy)
2. "Baby Don't You Do It" (Holland-Dozier-Holland)
3. "How Sweet It Is (To Be Loved By You)" (Holland-Dozier-Holland)
4. "I'll Be Doggone" (Robinson/Moore/Tarplin)
5. "Pretty Little Baby" (Stevenson/Hunter)
6. "Ain't That Peculiar" (Robinson/Moore/Tarplin)
7. "One More Heartache" (Robinson/Moore/Tarplin)
8. "Take This Heart of Mine" (Robinson/White/Moore)
9. "Little Darling I Need You" (Robinson/Moore)
10. "Forever"
11. "Hey Diddle Diddle"
12. "Your Unchanging Love" (Holland-Dozier-Holland)

## Izvođači
- Prvi vokal - Marvin Gaye
- Prateći vokali - The Originals, Martha and the Vandellas, The Temptations, The Supremes, The Four Tops, The Andantes i The Miracles
- Instrumenti - The Funk Brothers

## Vanjske poveznice
- discogs.com - Marvin Gaye - Greatest Hits Vol. 2